# Никогда (фильм)
«Никогда́» — советский чёрно-белый художественный фильм, психологическая социальная драма режиссёров Владимира Дьяченко и Петра Тодоровского. На экраны СССР фильм был выпущен 30 ноября 1962 года.

## Сюжет
На крупный судостроительный завод из Ленинграда приезжает новый директор Алексин. Он хороший специалист, умный, принципиальный, но жёсткий, сухой, по виду почти бездушный человек дела. Сосредоточенность только на деле, на идее приводит к конфликту с работниками завода. Свою цель он видит в том, чтобы навести на заводе строгий порядок жёсткими дисциплинарными методами, с установлением дистанции между собой и подчинёнными, которые постоянно наталкиваются на психологический «панцирь». Алексин обращает внимание на служебную роль работника, но не на его личность. Примеры: трудолюбивый, но несколько недисциплинированный молодой рабочий, уволенный новым директором, тяжело переживает увольнение; подчинённый, которого Алексин заставляет говорить с собой стоя, почти навытяжку, возмущается этим, бросая в лицо: «Что я — в строю, что ли?!»
Окружающим тяжело общаться с директором, постепенно между работниками завода и Алексиным возникает отчуждение, и он оказывается в полном одиночестве. Он осознаёт этот факт, пытается как-то наладить отношения с подчиненными, но ничего не может изменить, наталкиваясь на неприязнь. Например, директор пытается поговорить «по душам» со своей секретаршей. Во время его речи секретарша бесшумно выходит за дверь, а он, не замечая этого, продолжает говорить в пространство. В сцене свадьбы, на которую неожиданно приходит директор, Алексин демонстрирует (при полном молчании, возникшем при его приходе) виртуозную игру на вилках.
В фильме показывается, как главный герой общается со своей женой — даже с женщиной, которую он любит, он объясняется, оставаясь совершенно закрытой личностью.
Далее следует финал — спуск корабля на воду и праздник заводчан, которым Алексин чужд и среди которых он одинок.

## Создатели фильма

### В ролях
- Евгений Евстигнеев — Александр Иванович Алексин, новый директор судостроительного завода
- Нинель Мышкова — Ирина, жена Алексина
- Пётр Горин — Фёдор Шанько
- Станислав Хитров — Мельницкий
- Евгений Лавровский — Долина
- Евгений Григорьев — Гарпищенко
- Леонид Пархоменко — Щербак
- Мария Львова — Инна
- Валентина Владимирова — Маша
- Валерий Носик — Ниточкин
- Т. Богданова — Оля
- Светлана Живанкова — Галя
- Олег Овечкин — Саша
- Н. Глебова — Катя
- Людмила Васильева — секретарь директора

### Съёмочная группа
- Автор сценария — Григорий Поженян
- Режиссёры-постановщики — Владимир Дьяченко, Пётр Тодоровский
- Главный оператор — Пётр Тодоровский
- Оператор — Е. Козинский
- Художники — Валерий Левенталь, А. Овсянкин
- Композитор — Олег Каравайчук